# The 5 O'Clock Show
The 5 O'Clock Show è stato un programma televisivo britannico di genere intrattenimento-talk show, in onda dal 31 maggio al 23 luglio 2010 su Channel 4.
Il programma era condotto da diversi presentatori nel corso delle settimane di trasmissione: tra questi Peter Andre, Lenny Henry, Vernon Kay e Fern Britton.